# Aleksandr Popov (fysiker)
 Der er flere personer med dette navn, se Aleksandr Popov.
Aleksandr Stepanovitj Popov (russisk: Александр Степанович Попов), født 16. marts 1859, død 13. januar 1906 (NS) var en en russisk fysiker og opfinder og en af radiohistoriens pionerer og blandt de første der opfandt en radiomodtager. Han blev berømt for sit eksperiment med at forbinde en kohærer til en lynafleder og fandt således ud af, hvordan man detekterede radiobølger.
Det lykkedes i 1894-1895 Popov at benytte de elektromagnetiske bølger til at overføre et styret signal mellem en sender og en modtager placeret 4 kilometer fra hinanden. Han var professor i fysik ved St. Petersborgs Elektronisk Højskole og blev i 1905 rektor for højskolen.
Popov udsendte i 1899 fra øen Hogland, hvad der anses for at være den tredje officielle trådløse radiotransmission i verden. Signalet blev modtaget på flådebasen Kronstadt godt 48 km derfra. Popov havde forinden formået at udsende en besked over kortere afstande før dette tidspunkt og mere end et år inden et år før Guglielmo Marconi sendte sit radiosignal, men Popov patenterede ikke sin metode. Timingen og detaljerne i Popovs første radiotransmission varierer dog i forskellige kilder.